# Ciąża (skała)

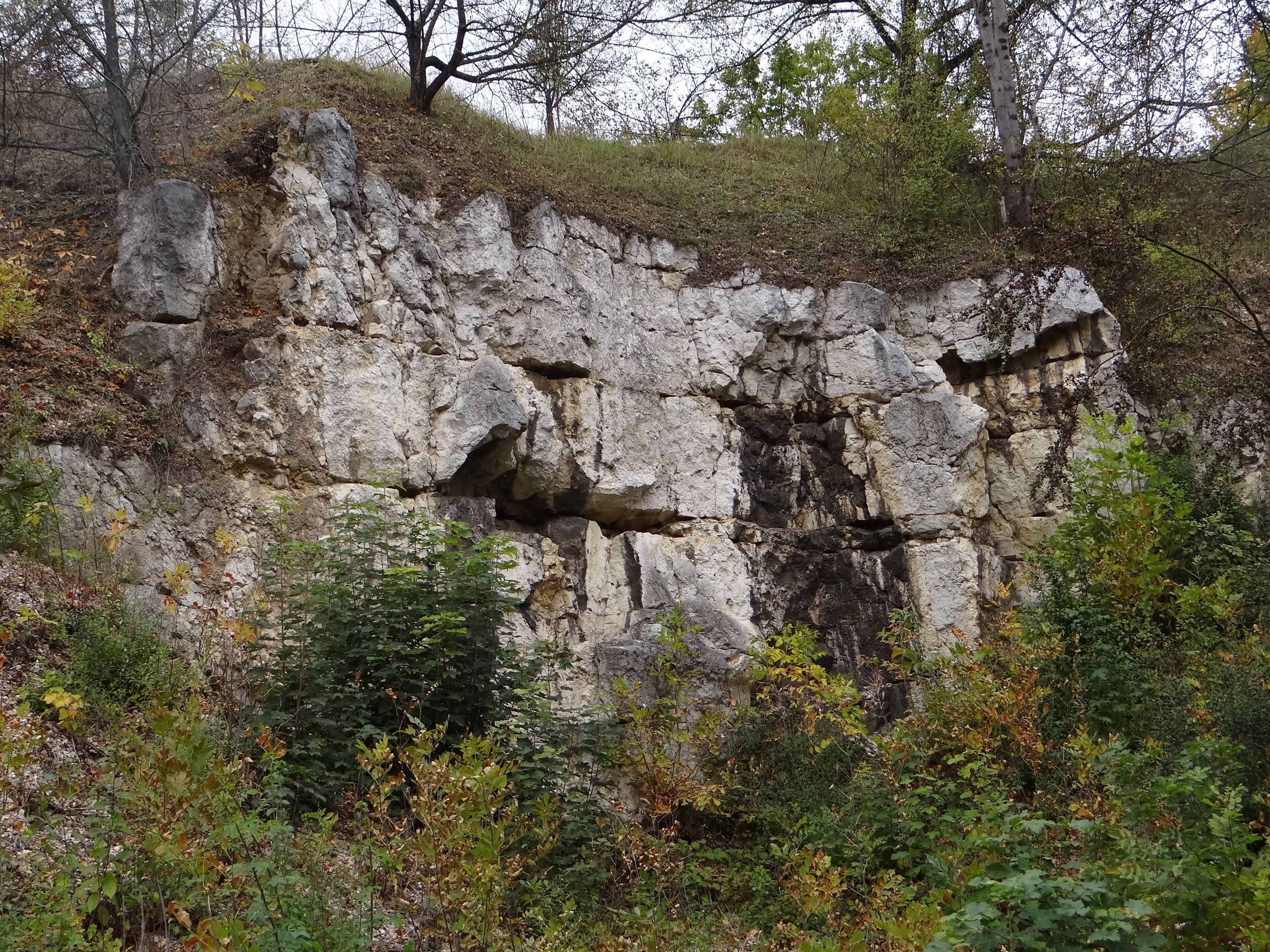

Ciąża – skała w północno-wschodniej części Zakrzówka w Dzielnicy VIII Dębniki w Krakowie. Uprawiana jest na niej wspinaczka skalna. Skała znajduje się na terenie uroczyska Skałki Twardowskiego będącego jednym z terenów rekreacyjnych Krakowa. Wspinanie odbywa się tutaj na skałach będących pozostałością dawnego kamieniołomu Kapelanka. Ciąża znajduje się na otwartym i płaskim terenie kamieniołomu na wprost skały Problemówka.
Zakrzówek to historyczny rejon wspinaczkowy, wspinano się tutaj już ponad 100 lat temu. Wspinała się tutaj m.in. czołówka krakowskich wspinaczy w latach 70. i 80. XX wieku. Ciąża nie jest skałą popularną – cechuje ją bowiem kruszyzna, poza tym to niewielka skała w porównaniu z innymi skałami Zakrzówka, które osiągają wysokość do 32 m. Południowo-wschodnia ściana Ciąży ma wysokość 7 m. W 2019 r. są na niej 2 drogi wspinaczkowe o trudności VI w skali polskiej. Mają zamontowane punkty asekuracyjne – po 3 spity (s).

## Drogi wspinaczkowe
1. Siostra krwi VI, 3s,
2. Metamorfoza ślimaka VI, 3s[2].